# ベージャ
ベージャ （Beja [ˈbɛʒɐ] ( 音声ファイル)）は、ポルトガル・ベージャ県の都市。

## 歴史
標高277メートルの丘の上に位置する。下アレンテージョ地方の広大な平原にある戦略上の要地であることから争いがあり、古代から既に重要視された地だった。ケルト時代から定住しており、紀元前48年にユリウス・カエサルによってパックス・ユリア（Pax Julia）と名付けられ、彼はここでルシタニア人と和平を結んだ。彼は町を、ルシタニア最南の地域サンタレンの中心地とした。アウグストゥス帝時代、町はパックス・アウグスタ（Pax Augusta）という名で繁栄した。戦略上の街道が交わる場所だったのである。西ゴート族が支配するようになると、町はパカ（Paca）と呼ばれ、司教座が置かれた。聖アプリージオ（530年没）は、パカの初代西ゴート司教である。713年、町はウマイヤ朝軍に攻略された。
910年に始まるキリスト教徒のレコンキスタの試みが成功を収め始めた。1031年、ウマイヤ朝の後身後ウマイヤ朝が崩壊、ベージャは独立したイスラーム支配国家タイファとなった。1144年、ベージャ総督シドライ・イブン・ワジールは、セビーリャの権力に対抗するアルガルヴェのアブル・カシム・アフマド・イブン・アル・フセイン・アル・カシが率いた、ムリドゥンの反乱を助けた。1150年、町は北アフリカのイスラーム王朝と組んだムワッヒド朝軍に征服された。1162年、ポルトガル王アフォンソ1世の軍を率いるフェルナォン・ゴンサルヴェスにより、町は再獲得された。しかし、1175年にベージャはムワッヒド朝に再度陥落した。イスラーム支配は、サンシュ2世が最後に再征服した1234年まで続いた。
これらの戦いによって、町の人口は減少し、次第に町は廃墟に変じた。1521年にマヌエル1世により、再度ベージャが市の地位に昇格しただけであった。ポルトガル王政復古戦争（1640年-1667年）では、ベージャはポルトガル＝スペイン間で攻撃と占領が繰り返された。
1770年にベージャは、西ゴート王国滅亡後1000年以上たって、再び司教区となった。1808年、ジャン・アンドシュ・ジュノー将軍指揮下のフランス軍はベージャを略奪し、住民を虐殺した。

## ベージャ城

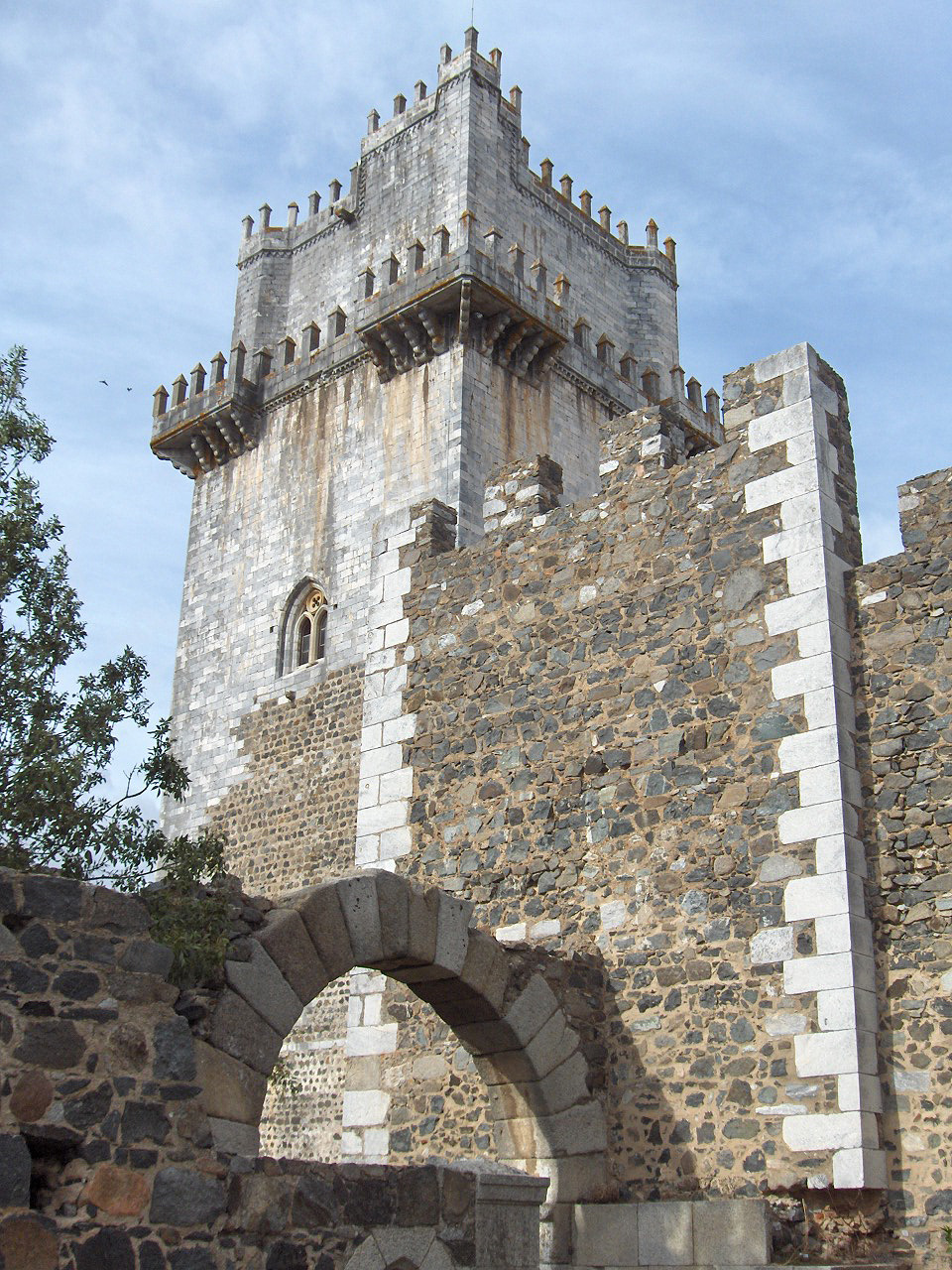
Keep of the castle

城は丘の頂上にそびえ、遠くからも見える。13世紀のディニス1世治下に城壁と同時に建設された。ムーア人に城塞化された古代ローマ時代の遺跡を元とする。4隅の角形塔と、中央の花崗岩と大理石の要塞（トーレ・デ・メナジェム）からなる銃眼付き胸壁を設けた城壁で構成される。トーレ・デ・メナジェムは高さ40メートルあり、ポルトガル一高い塔である。要塞のてっぺんは螺旋階段197段で登っていける。途中にはゴシック様式窓のある3つのリブ・ヴォールトで囲まれた部屋を抜ける。要塞周りの突き出し狭間のマーロン（胸壁の凸壁）は小さなピラミッド型で突き出ている。銃眼付き胸壁に立つと、一方は城下を見下ろす感動的なパノラマである。一方は、かつて40の小塔と5つの門があった城壁の名残が一瞥できる。城は現在小さな軍事博物館となっている。
城正面の広場は、ムーア人との戦闘で戦死した勇敢な戦士、ゴンサロ・メンデス・ダ・マイアまたオ・リダドールにちなみ名付けられた。
白く洗われたラテン＝西ゴート時代のサント・アマロ教会は、城の隣に立ち、聖アマルスに捧げられたものである。教会はポルトガルにある4つの前ロマネスク様式教会の一つである。一部は6世紀からの、内部円柱と柱頭は7世紀以来の葉飾りと幾何学模様が刻まれている。特に、ヘビに立ち向かう鳥が刻まれた円柱は特筆すべきである。教会は現在西ゴート美術の小さな博物館となっている。

## レイニャ・ドニャ・レオノール美術館

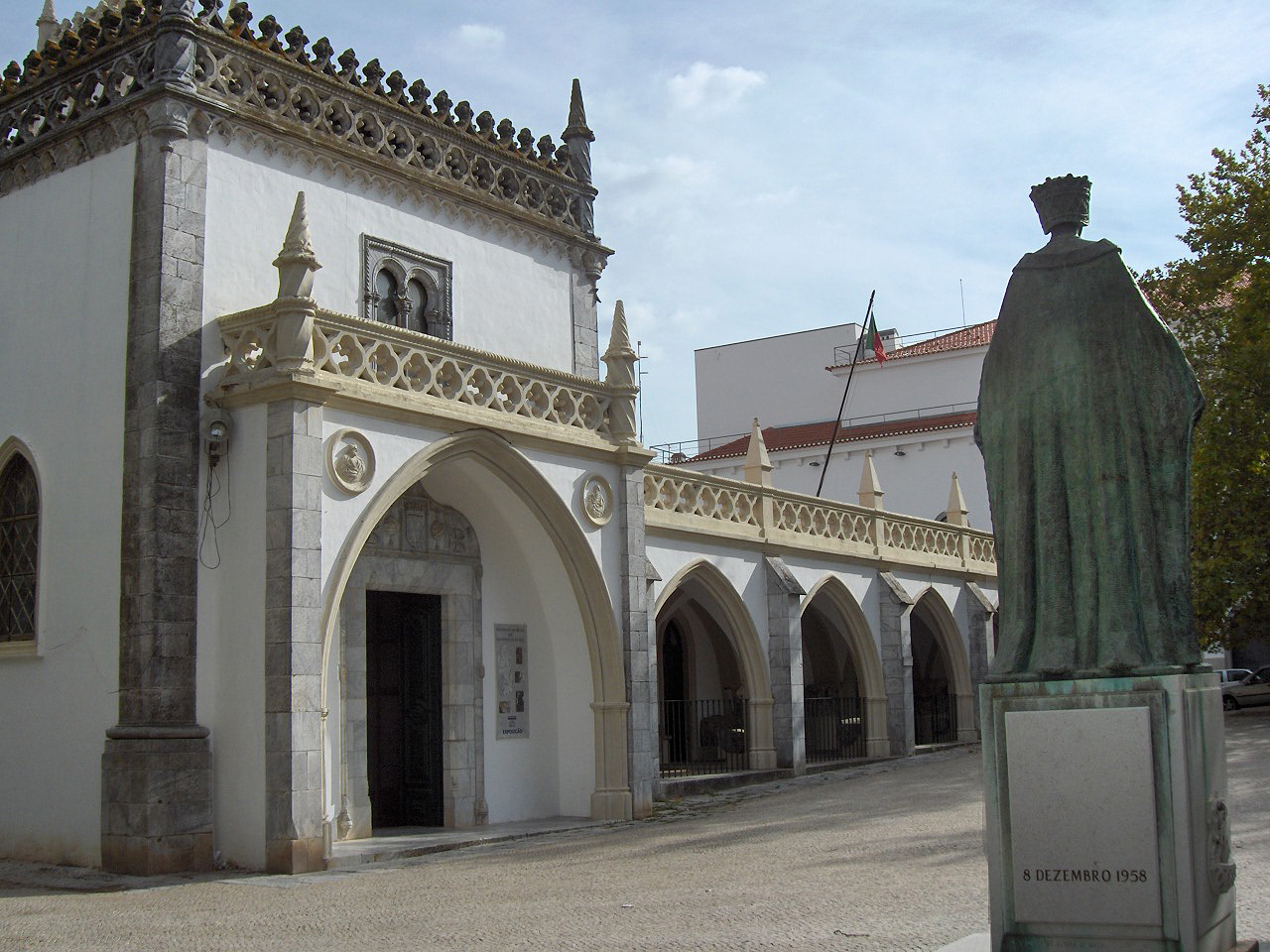
美術館西ファサード

この地方美術館は1927年に設立された。かつてのノッサ・セニョーラ・ダ・コンセイサォン女子修道院（Convento de Nossa Senhora da Conceição）が所有していた膨大な美術品を収めたものである。このフランチェスコ会派修道院は、1459年にヴィゼウ公フェルナンド（ドゥアルテ1世の次男）とベージャ公によって、ベージャ公邸宅の隣に献納された。建設は1509年まで続いた。建物にそって格子細工の台輪が走る、後期ゴシック建築の印象的な建物である。この優雅な台輪は、仮に一部に初期マヌエル様式（Manueline）の影響があるとしても、バターリャ修道院の台輪に似ている。西ファサードの入り口上部にはアジメス窓が見られる（マヌエル様式とムーア人様式のムリオン窓）。この窓は尼僧たちの部屋にあり、元々はベージャ公の打ち捨てられた邸宅のものである。入り口扉は葱花線アーチ（Ogee arch）の下にはめ込まれている。四角形の鐘楼とこぶしばな塔のある尖塔の混合物がある。修道院建物は国の文化財に指定されている。

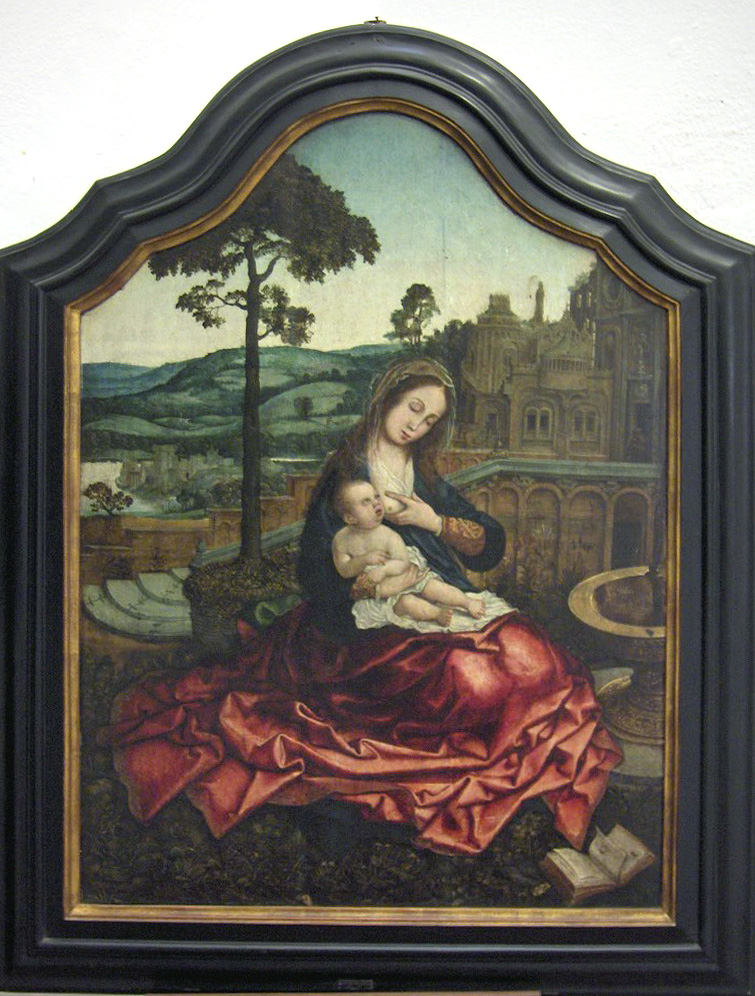
"母乳を与える聖母"; フランドル派画家 (1530年頃)

エントランス・ホールは、贅沢な金箔飾りの施されたバロック様式の礼拝堂へつながる。礼拝堂は、半円状ヴォールトの下の本堂一つからなる。3つの祭壇（1つは福音者ヨハネに捧げられた17世紀のもの、残り2つは聖クリストフォロスと聖ベントゥスに捧げられた18世紀のもの）は金箔張り木工細工で装飾されている。4つ目の祭壇は、洗礼者ヨハネに捧げられたもので、1695年に、ジョゼ・ロマーリョの手によりフィレンツェのモザイク画で装飾された。
壁には1741年からの3点の宗教画アズレージョがあり、洗礼者ヨハネの生涯を描いたものである。
食堂とクラウストロ（claustro）は見事なアズレージョで装飾されている。これらの一部はムーア支配時代からのもので、残りは16世紀から18世紀のものである。
福音者ヨハネのグアルドラから、マヌエル様式の入り口を通り抜けて院内会議所へ入れる。この四角い部屋のリブ状ヴォールトは1727年の修繕時期に、画家の手直しがされて一部に狂いが生じた。壁は、アラブ＝ヒスパニック風アズレージョで、幾何学紋様や野菜装飾で飾られている。アズレージョ上部は一部半円状で、宗教テーマの絵画がある。これらは後世の手直しで狂いが生じている。描かれているのは、洗礼者ヨハネ、福音者ヨハネ、聖クリストフォロス、アッシジのフランチェスコ、アッシジのキアラらの絵である。

美術館には、15世紀から18世紀のフランドル、スペイン、ポルトガル絵画の重要な作品が収められている。

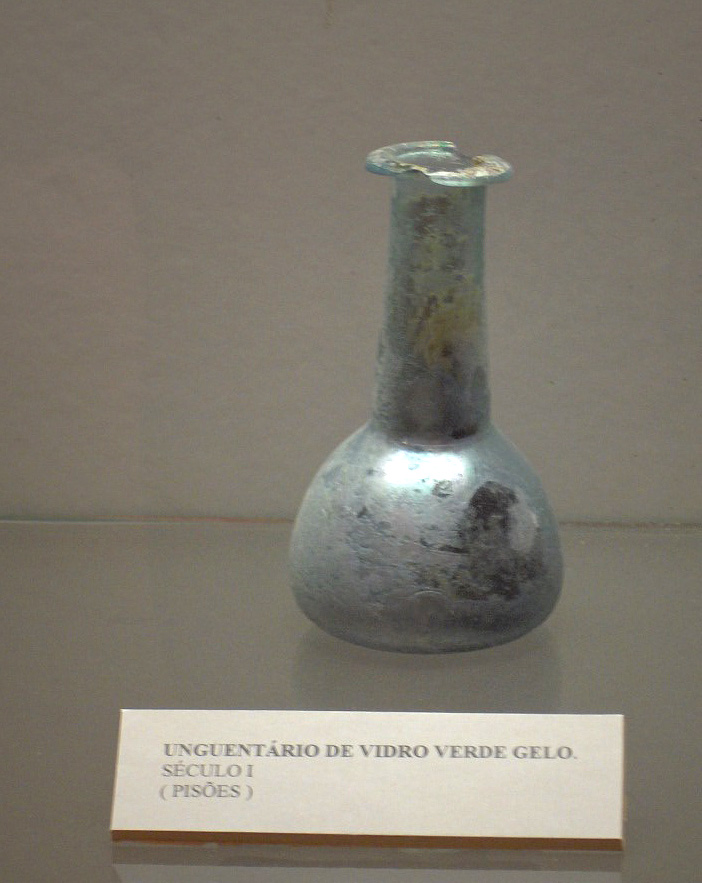
Lacrymatory (1st c.)

美術館建物には、初代女子修道院長ドニャ・ウガンダと、ヴィゼウ公フェルナンドと公爵夫人ベアトリス・デ・アヴィシュ（ジョアン1世の孫娘）の墓碑がある。
フェルナンド・ヌネス・リベイロの考古学収集品が1987年に寄贈された。40年間の考古学調査で集めたもので、上階に展示されている。これらは西ゴートとローマ時代の工芸品、イベリア語の古い記載のある青銅器時代の墓石、鉄器時代からの石碑である。
収蔵品の中には、1541年からの中国陶器の興味深い断片Escudela de Pero de Fariaがある。

## 尼僧の5通の恋文

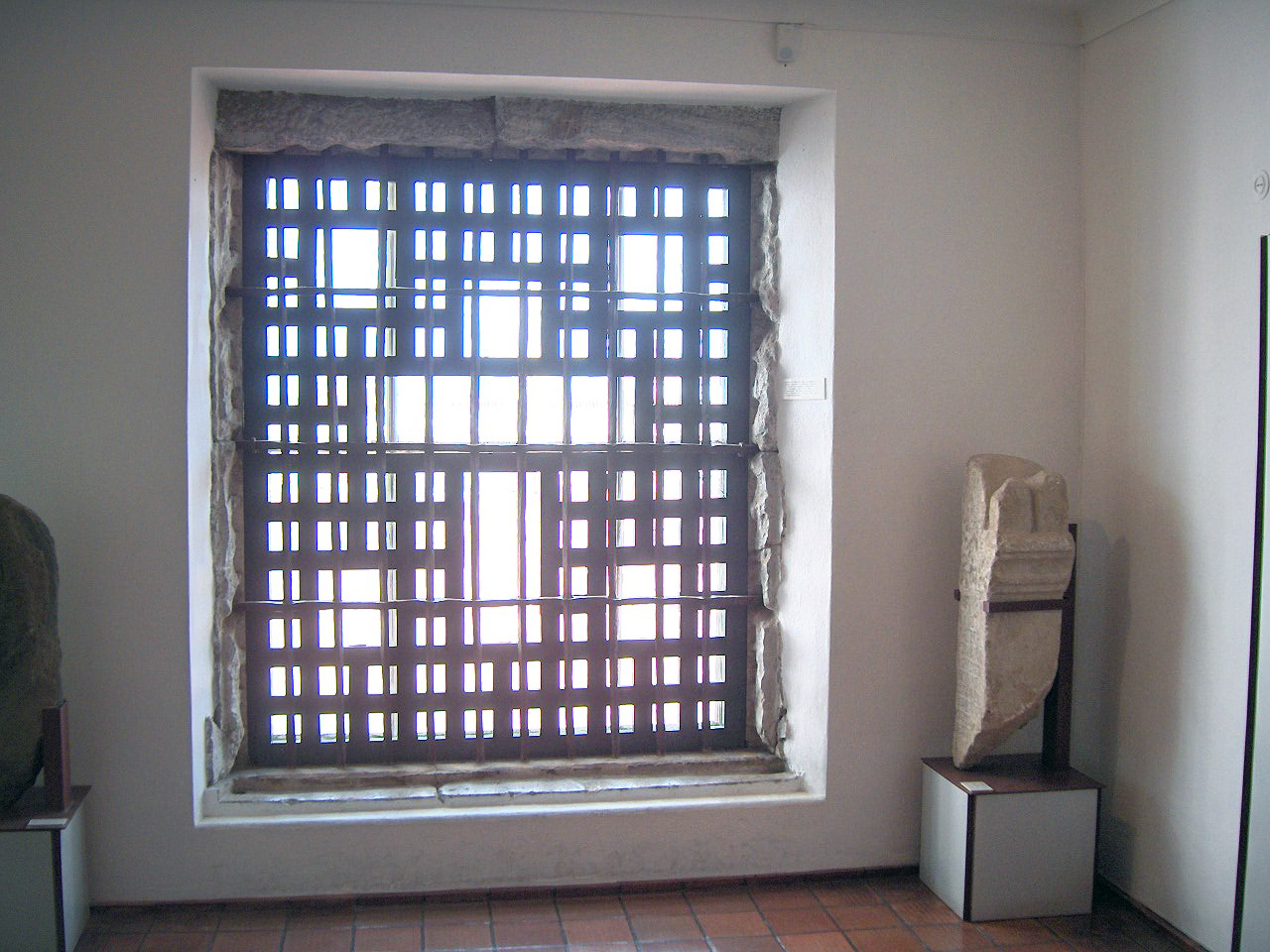
尼僧が士官と会話した窓（復元）

17世紀の貧者の淑女修道院にいた尼僧、マリアナ・アルコフォラードと、フランス軍士官ノエル・ブトン（のちシャミリ侯及びフランス提督となる）との恋愛事件で、文学界ではベージャが有名になった。マリアナの部屋の窓janella de Mertolaから、彼女は1641年に一度だけ若い士官と出会った。ブトンはアレンテージョ地方でのスペイン軍との戦闘に派遣されてきていた。彼女はすぐに恋に落ち、彼に宛てて情熱的な恋文を5通書いた。この手紙のポルトガル語文は現在存在しない。手紙はフランス語に翻訳され、1669年にブリュッセルで出版され、すぐに他の言語版に翻訳された。この文学的書簡は、無条件の情熱、希望、祈り、あきらめに満ちており、すぐに成功を収めた。同じ年に出版元クロード・バルバンは、原本の5通に加え、新たな7通の手紙をポルトガル人の『社交界の淑女』によって書かれたとして、続編を出版した。のち、数人の雇われ作家が、同じテーマで幾つかの物語を書いた。ポルトガル語の恋文で興味深いことは、17世紀には『portugaise』（ポルトガル語）という言葉は『情熱的な恋文』と同義語になったことである。

## 教区
- Albernoa
- Baleizão
- Beja (Salvador)
- Beja (Santa Maria da Feira)
- Beja (Santiago Maior)
- Beja (São João Baptista)
- Beringel
- Cabeça Gorda
- Mombeja
- Nossa Senhora das Neves
- Quintos
- Salvada
- Santa Clara de Louredo
- Santa Vitória
- São Brissos
- São Matias
- Trigaches
- Trindade

## 姉妹都市
- ベジャ（チュニジア）